# Nouveau cimetière de Belgrade
Le nouveau cimetière ou Novo groblje (en serbe cyrillique : Ново гробље) est un  cimetière situé à Belgrade, la capitale de la Serbie. Il se trouve rue Ruzveltova, dans la municipalité de Zvezdara. Le cimetière a été construit en 1886 comme le troisième cimetière chrétien de la ville. Il abrite une église dédiée à saint Nicolas, construite en 1893 par Svetozar Ivačković à la suite d'une donation de Draginja et Stanojlo Petrović. En raison de sa valeur, il est inscrit sur la liste des monuments culturels de grande importance de la république de Serbie et sur la liste des biens culturels de la ville de Belgrade.
En plus des tombes de simples particuliers, le nouveau cimetière abrite une section militaire, où se trouvent des tombes remontant à la guerre serbo-ottomane de 1876-1878, à la guerre serbo-bulgare, aux guerres balkaniques et aux deux guerres mondiales ; on y trouve aussi l'allée des Citoyens méritants et l'allée des Grands, où sont enterrées d'importantes personnalités de l'histoire serbe.

## Tombes militaires
Le plus ancien mémorial du Novo groblje est l'ossuaire des soldats serbes, construit en 1907, qui recueille les dépouilles des soldats morts lors des guerres serbo-ottomane et serbo-bulgare, dépouilles qui se trouvaient autrefois dans le cimetière de Tašmajdan. Une autre partie de cet ensemble militaire comprend les tombes de soldats des guerres balkaniques et des deux guerres mondiales (en particulier le monument et ossuaire monumental aux défenseurs de Belgrade 1914-1918). On y trouve des tombes de soldats serbes mais aussi celles d'Alliés de la Première Guerre mondiale et Seconde Guerre mondiale, ainsi que celles de combattants des forces de l'Axe ; y sont enterrés des Français, des Russes, des Britanniques,, des Italiens, des Allemands, des Austro-hongrois et des Bulgares,. La section militaire abrite également les tombes des morts de l'opération Châtiment de 1941 et du bombardement de Belgrade de 1944.

## Cimetière des libérateurs de Belgrade

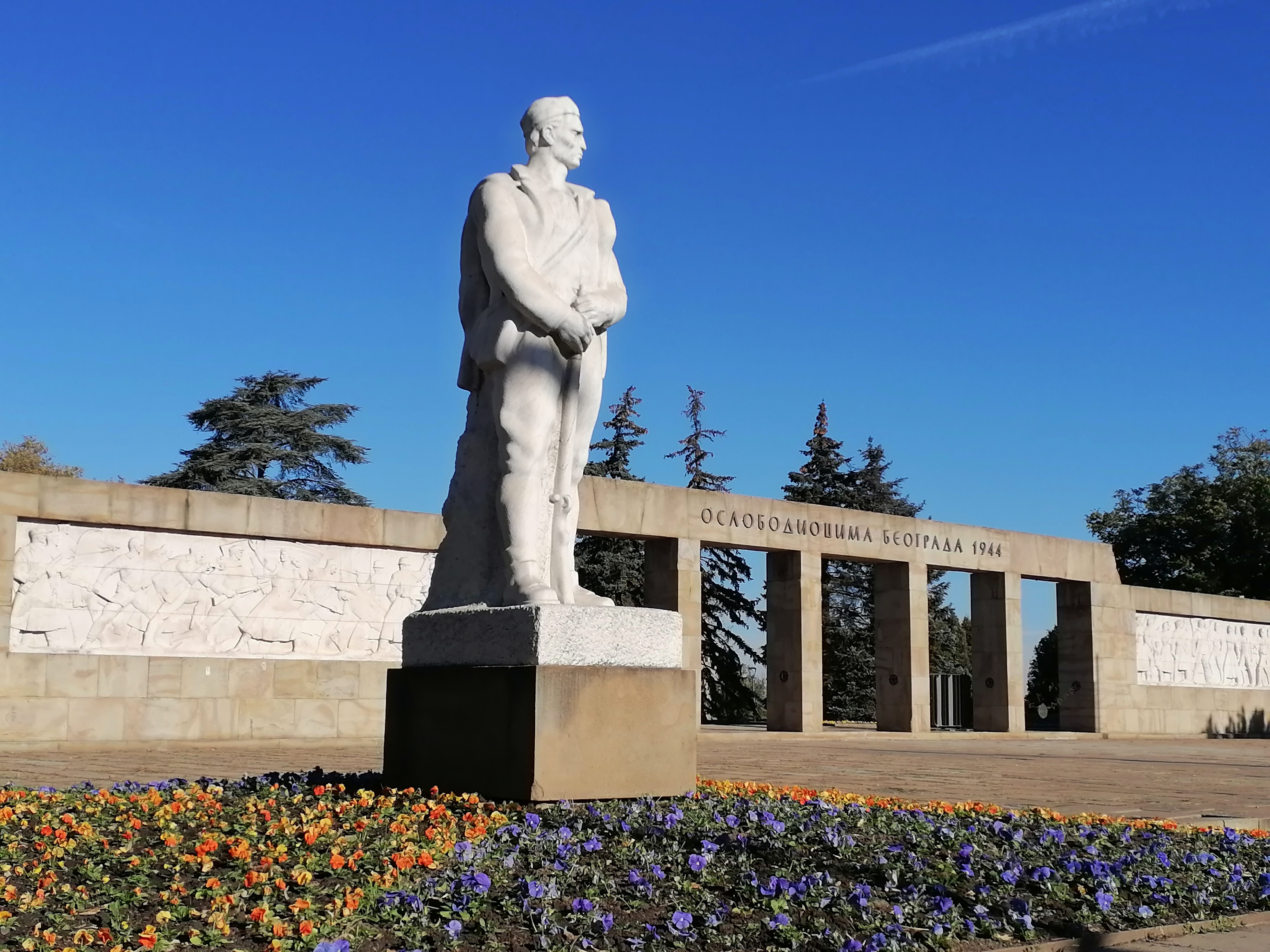
Mémorial des Libérateurs de Belgrade.

Le cimetière des libérateurs de Belgrade (en serbe cyrillique : Гробље ослободилаца Београда ; en serbe latin : Groblje oslobodilaca Beograda) a été inauguré le 20 octobre 1954 pour accueillir les corps de victimes de l'offensive de Belgrade, qui se déroula en 1944 dans le cadre du front yougoslave de la Seconde Guerre mondiale ; il abrite notamment les tombes de 1 321 Partisans yougoslaves et de 721 soldats de l'Armée rouge ; il constitue le premier mémorial de ce genre construit après la Seconde Guerre mondiale.
L'ensemble commémoratif a été conçu par l'architecte Branko Bon et par la paysagiste Aleksandar Krstić. Le mémorial proprement dit est orné d'un relief du sculpteur Rade Stanković et d'une sculpture intitulée Le Soldat de l'Armée rouge, par Antun Augustinčić. Devant le mémorial se trouve également une sculpture de Rade Stanković représentant un Partisan tenant un fusil.
Ce cimetière est inscrit sur la liste des biens culturels de la ville de Belgrade.

## Cimetière juif
Près du cimetière des Libérateurs de Belgrade se trouve le cimetière juif, qui abrite les dépouilles de soldats juifs mort dans les guerres balkaniques et pendant la Première Guerre mondiale, ainsi qu'un ossuaire des réfugiés juifs d'Autriche et le mémorial des victimes de la Shoah et des soldats juifs mort pendant la Seconde Guerre mondiale ; ce mémorial est une œuvre de l'architecte Bogdan Bogdanović.

## Allée des Grands

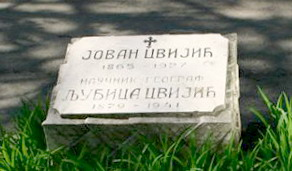
Tombe de Jovan Cvijić dans l'allée des Grands

L'allée des Grands (en serbe : Алеја великана et Aleja velikana) a été tracée au XIXe siècle pour y recueillir de grands personnages autrefois enterrés au cimetière de Tašmajdan. Depuis 1927, elle dispose d'un nombre invariable de 22 places. Parmi les personnalités enterrées dans l'allée, on peut citer :
- Kornelije Stanković (1831-1865), compositeur[8]
- Ilija Milosavljević Kolarac (1789-1878), bienfaiteur[9]
- Stevan Kaćanski (1828-1890), poète[10]
- Petar Kočić (1877-1916), écrivain[11]
- Jovan Cvijić (1865-1927), géographe[12]
- Kosta Hristić (1852-1927), diplomate et écrivain[13]
- Stevan Hristić (1885-1958), compositeur[14]

## Allée des Citoyens méritants
L'allée des Citoyens méritants (en serbe : Алеја заслужних грађана et Aleja zaslužnih građana) a été créée en 1965 ; y sont enterrés des citoyens importants, après une procédure d'approbation effectuée par l'Assemblée de la ville de Belgrade et par le maire de Belgrade. Elle abrite les tombes, individuelles ou collectives, d'écrivains, d'artistes, d'acteurs, de généraux, de récipiendaires de l'ordre du Héros national, et même quelques sportifs. Parmi les personnalités enterrées dans l'Allée, on peut citer :

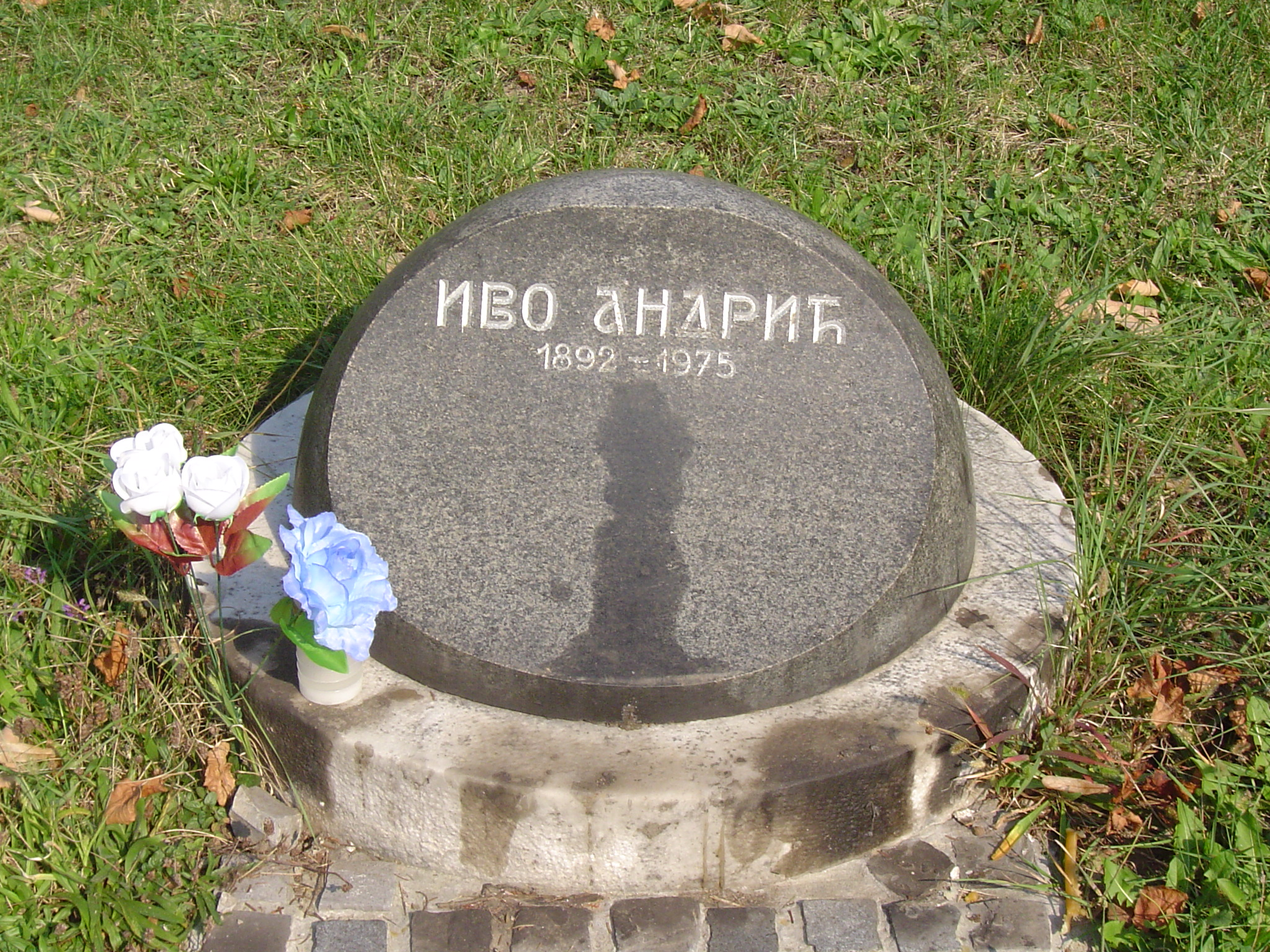
Tombe d'Ivo Andrić dans l'allée des Citoyens méritants

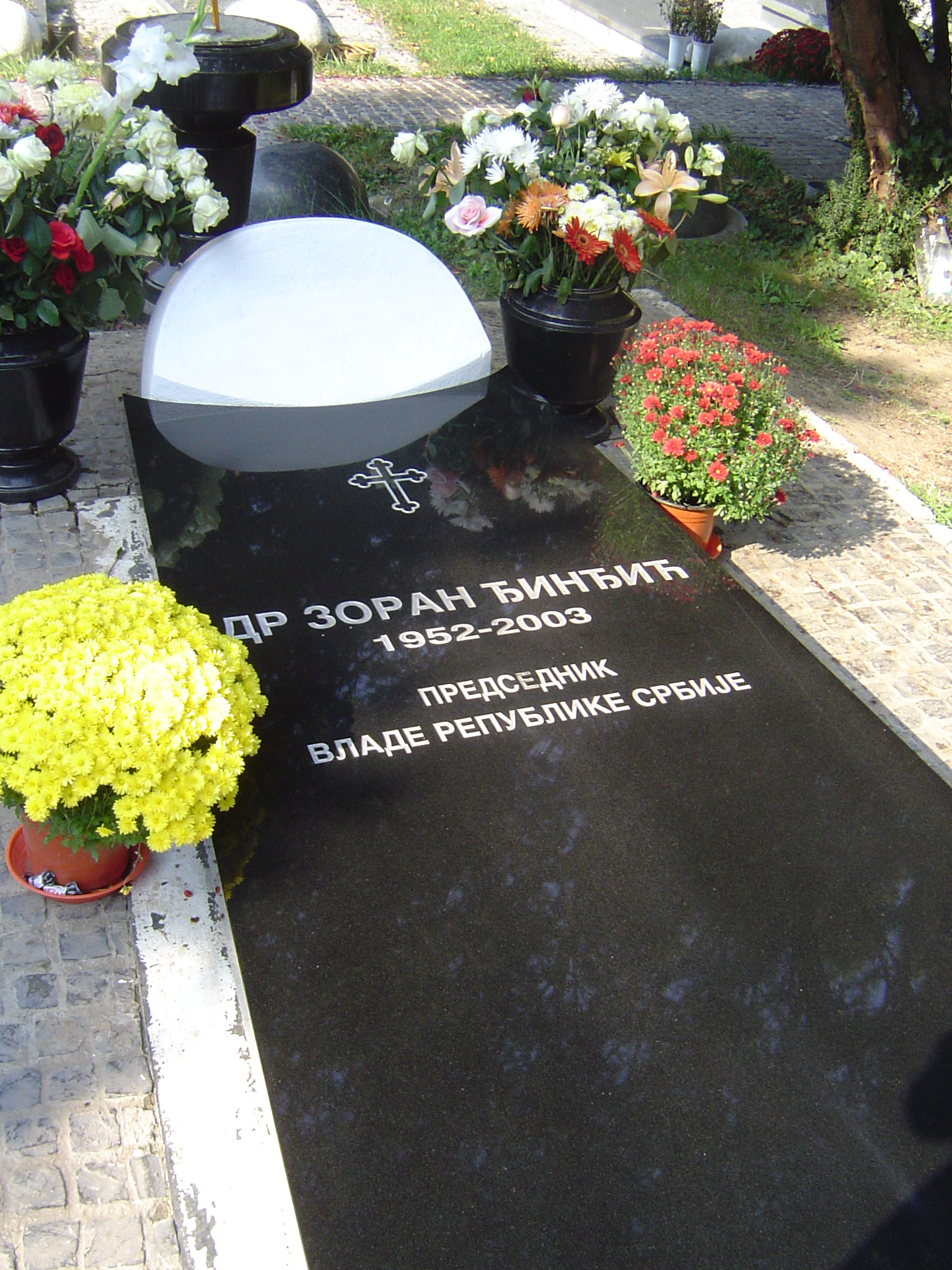
Tombe de Zoran Đinđić dans l'allée des Citoyens méritants

- Paja Jovanović, (1859-1957), peintre
- Radivoj Korać, (1938-1969), joueur de basket-ball
- Petar Lubarda, (1907-1974), peintre
- Mija Aleksić, (1923-1995), acteur
- Ivo Andrić[16] (1892-1975), écrivain et prix Nobel de littérature
- Miloš Crnjanski, (1893-1977), poète, écrivain et diplomate
- Veljko Vlahović, (1914-1975), personnalité politique, héros national de la Yougoslavie
- Ivan Stambolić, (1936-2000), homme politique
- Ljubinka Bobić, (1897-1978), actrice
- Dušan Radović, (1922-1984), journaliste et écrivain
- Branko Ćopić, (1915-1984), écrivain
- Zoran Radmilović, (1933-1985), acteur
- Danilo Kiš, (1935-1989), écrivain
- Slobodan Marković, (1928-1990), poète
- Vasko Popa, (1922-1991), poète
- Borislav Pekić, (1930-1992), écrivain
- Milić od Mačve, (1934-2000), peintre
- Boško Buha, (1959-2002), Partisan
- Zoran Đinđić[17] (1952-2003), premier ministre de Serbie
- Stevo Žigon, (1926-2005), acteur
- Nikola Ljubičić, (1916-2005), général, héros national de la Yougoslavie
- Ljuba Tadić, (1929-2005), acteur
- Nenad Bogdanović, (1954-2007), maire de Belgrade
- Milenko Zablaćanski, (1955-2008), acteur

## Quelques tombes

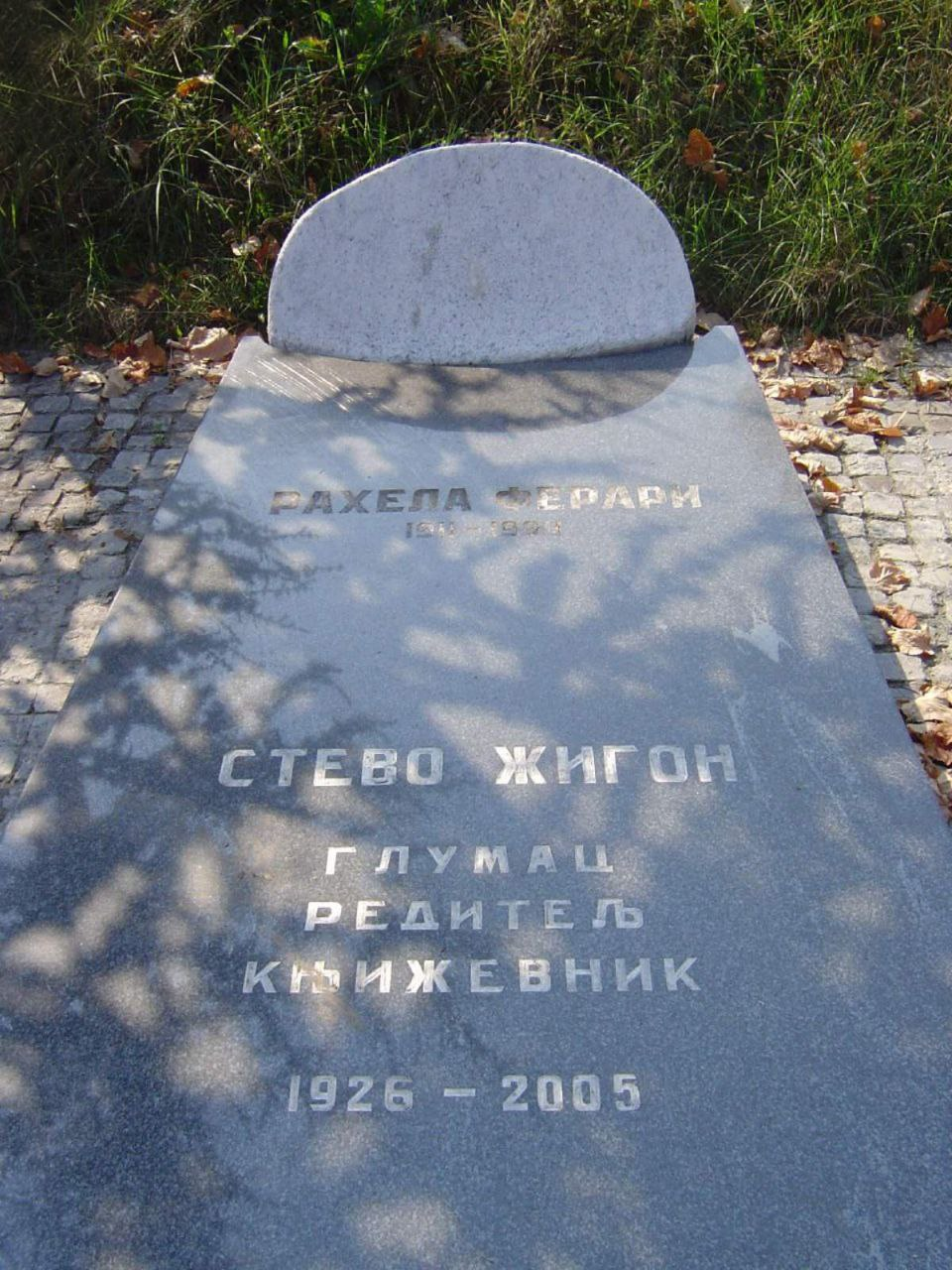
Stevo Žigon et Rahela Ferari (allée des Citoyens méritants)
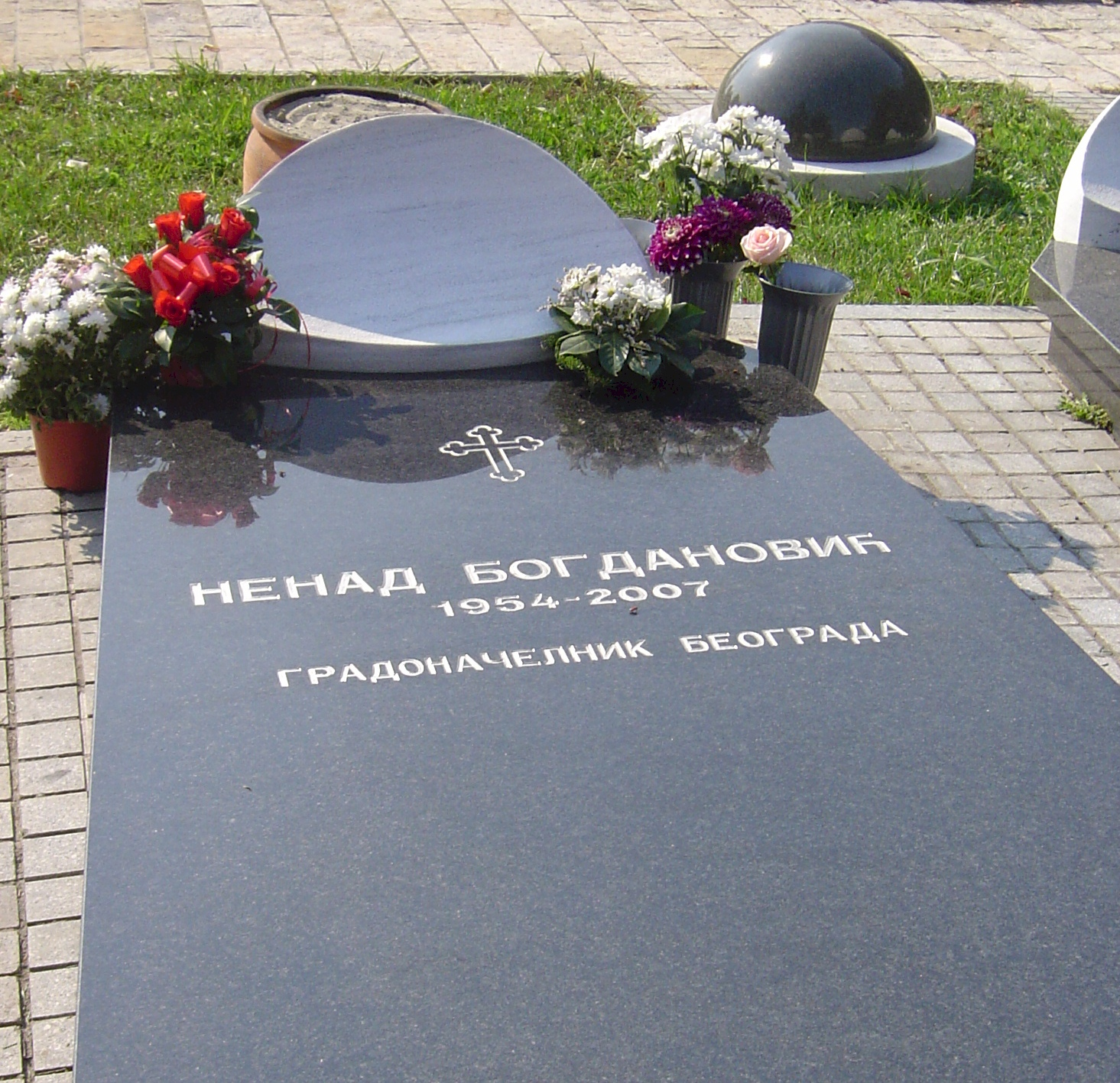
Nenad Bogdanović (allée des Citoyens méritants)
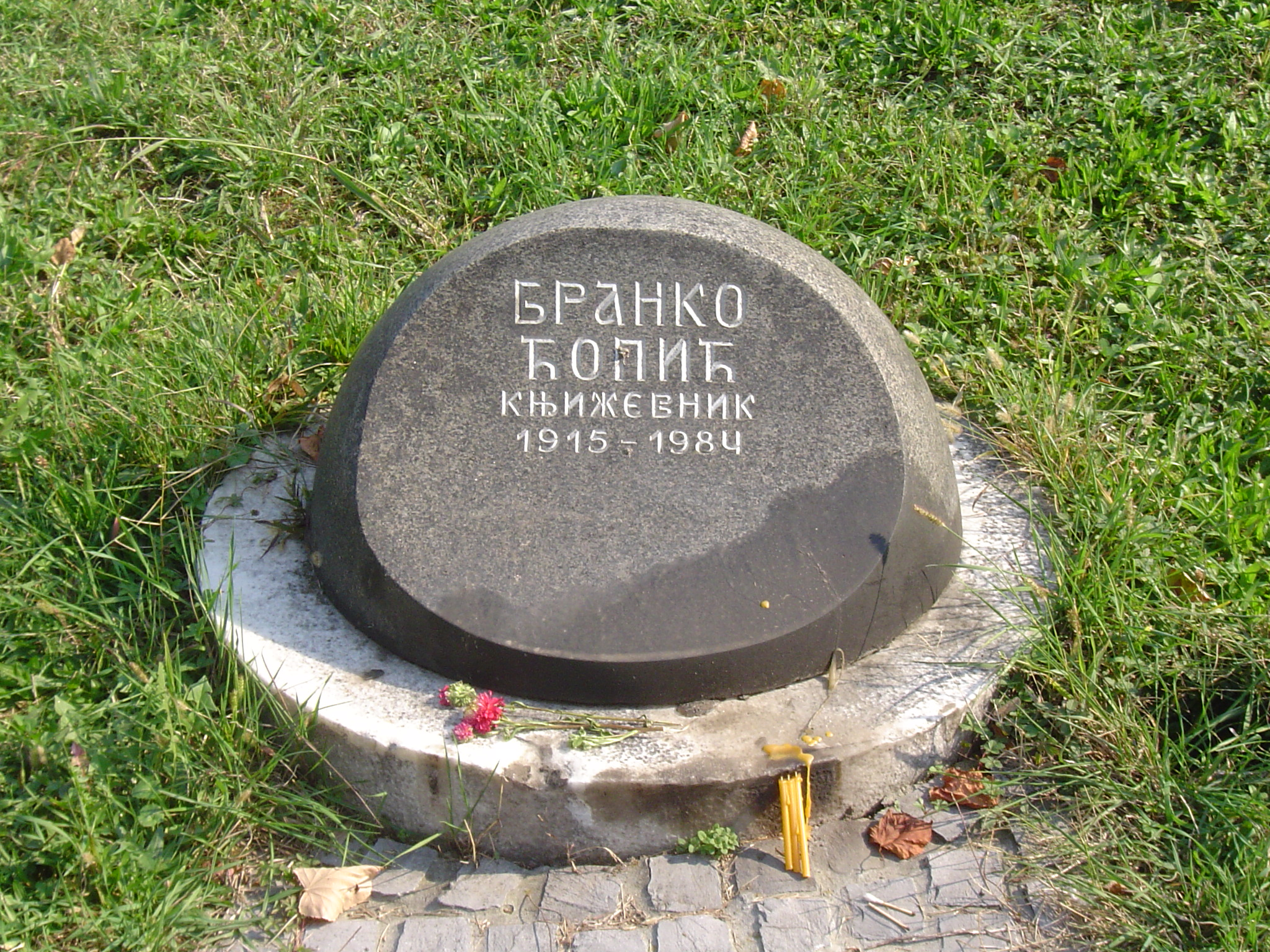
Branko Ćopić (allée des Citoyens méritants)
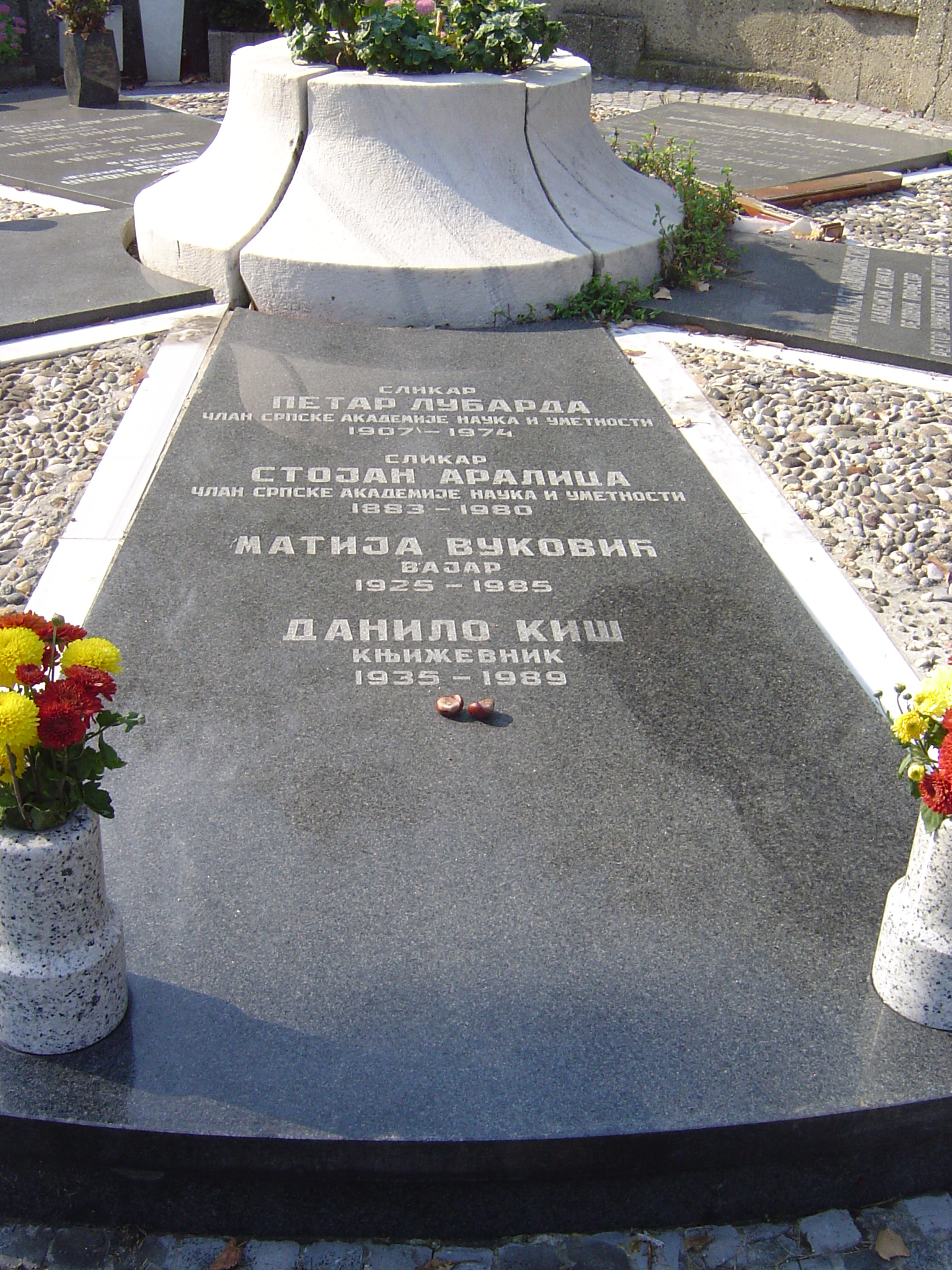
Danilo Kiš, Stojan Aralica, Petar Lubarda et Matija Vuković (allée des Citoyens méritants)
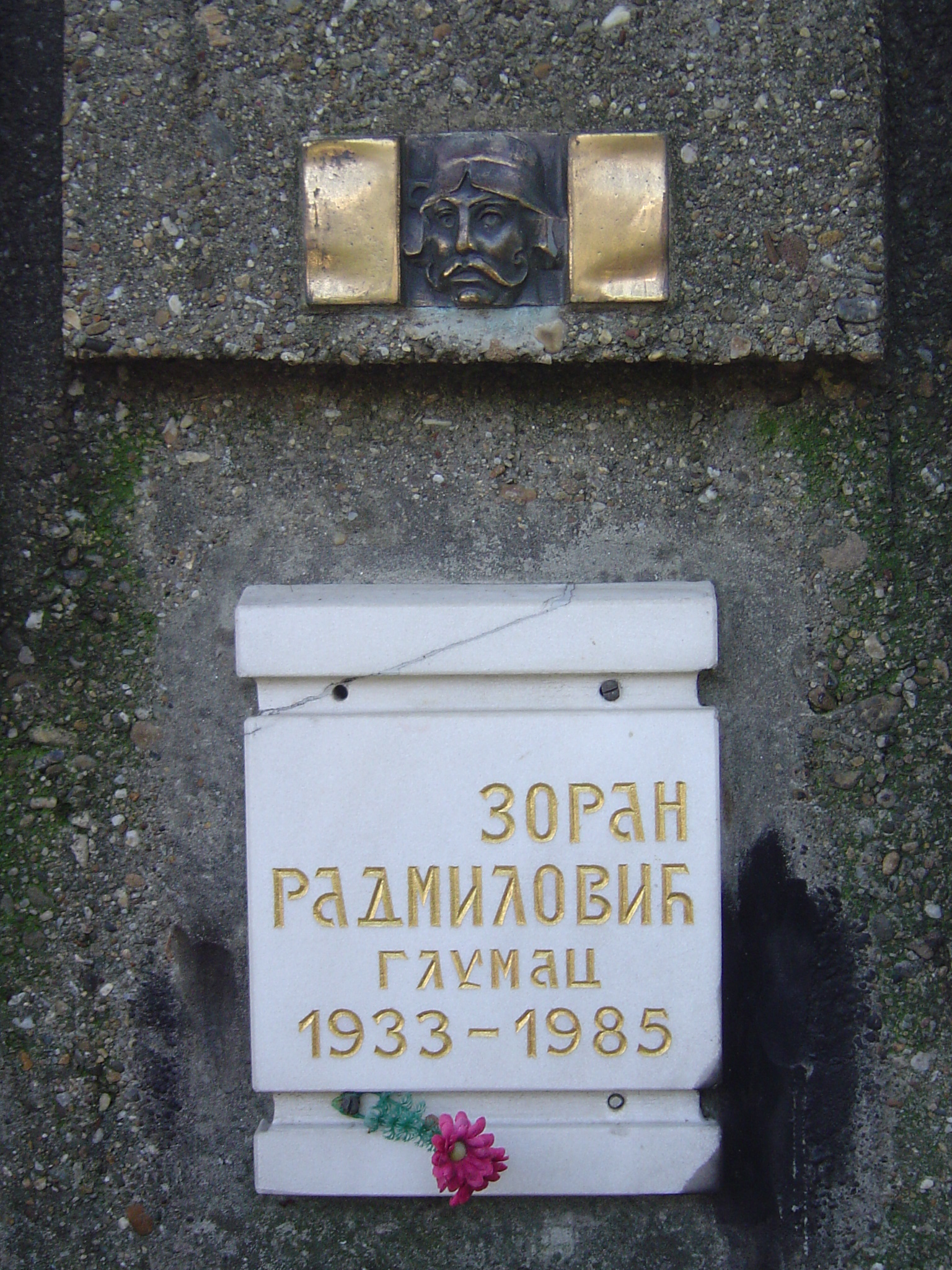
Zoran Radmilović (allée des Citoyens méritants)
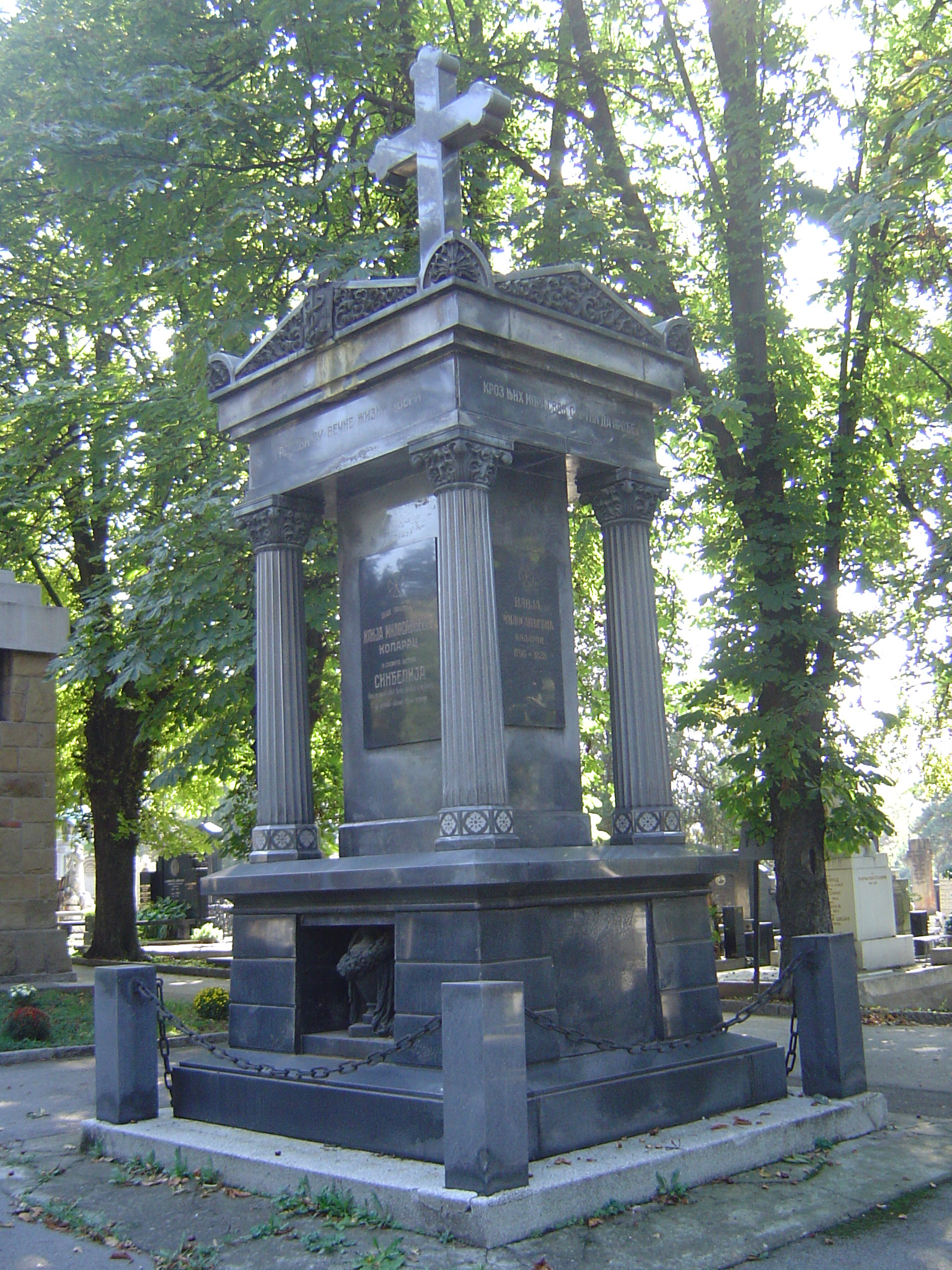
Ilija Milosavljević Kolarac
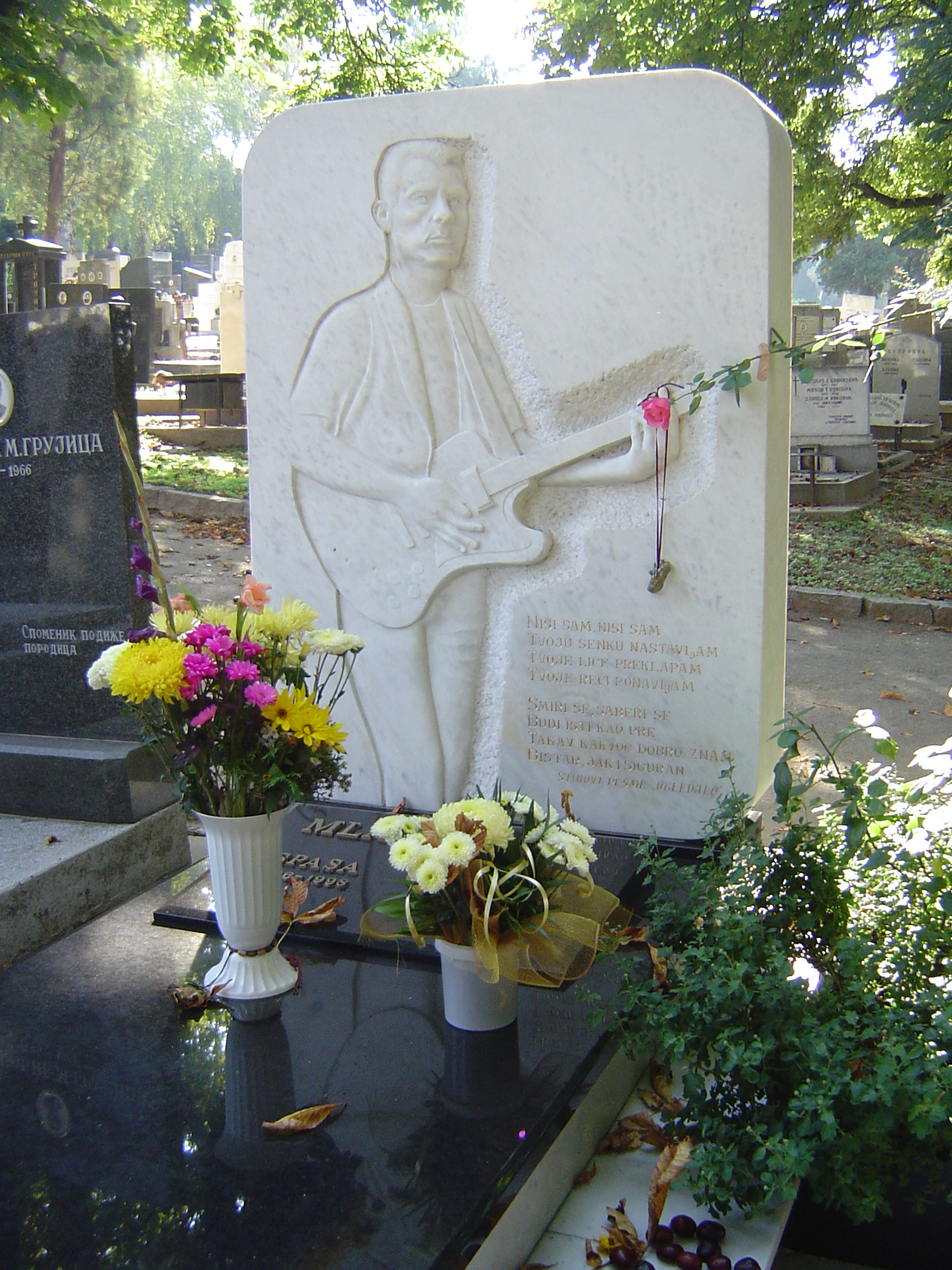
Milan Mladenović
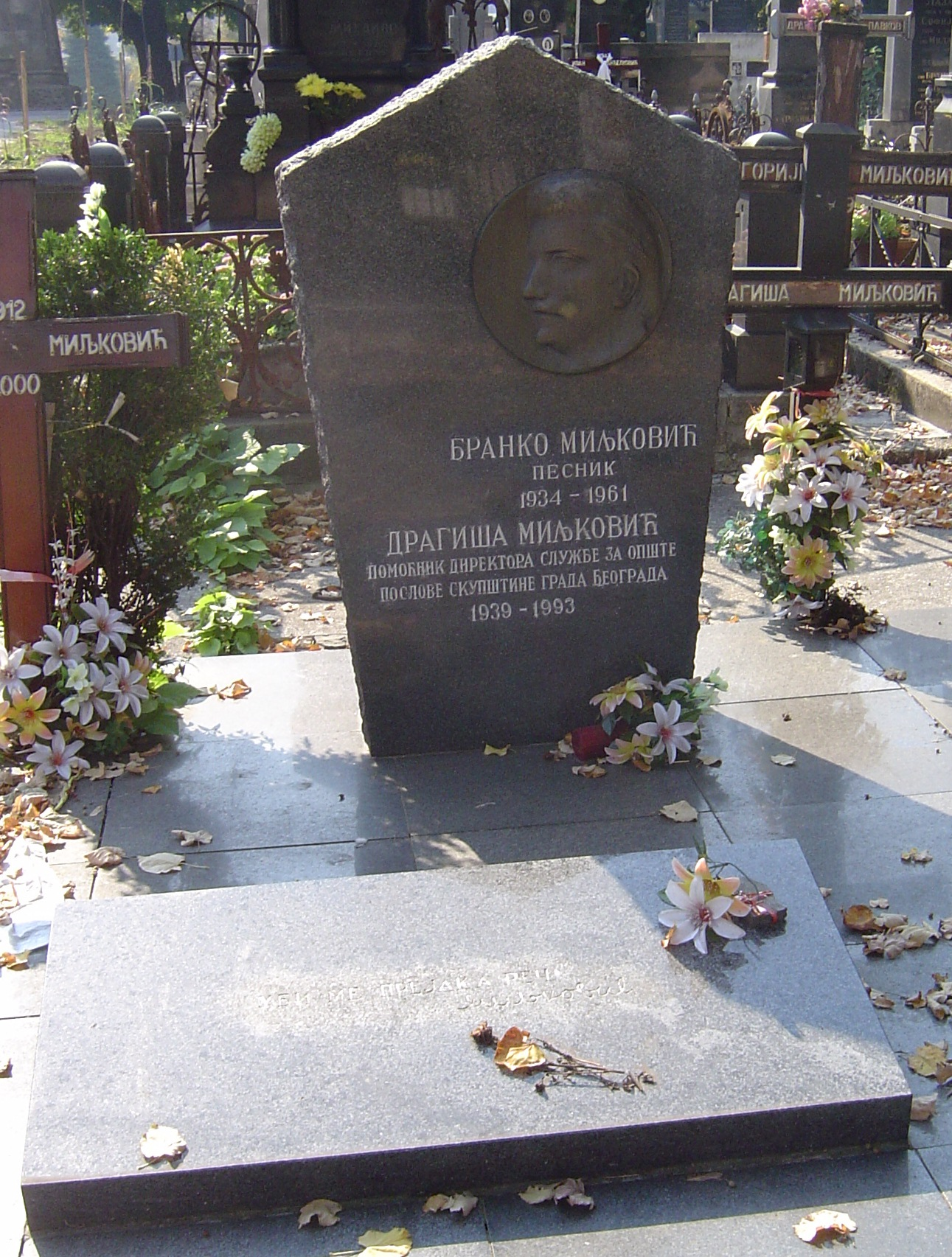
Branko Miljković
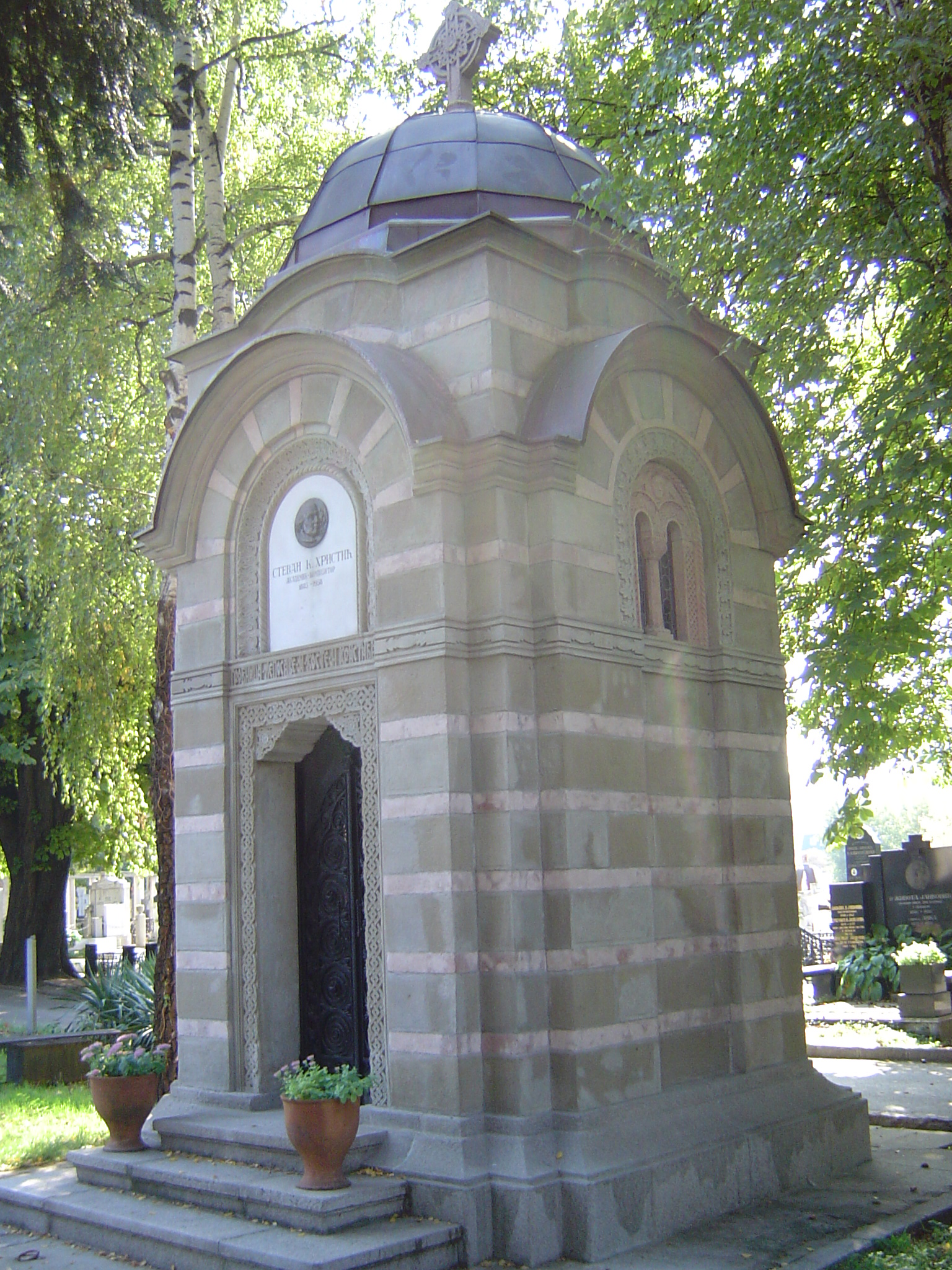
Stevan Hristić
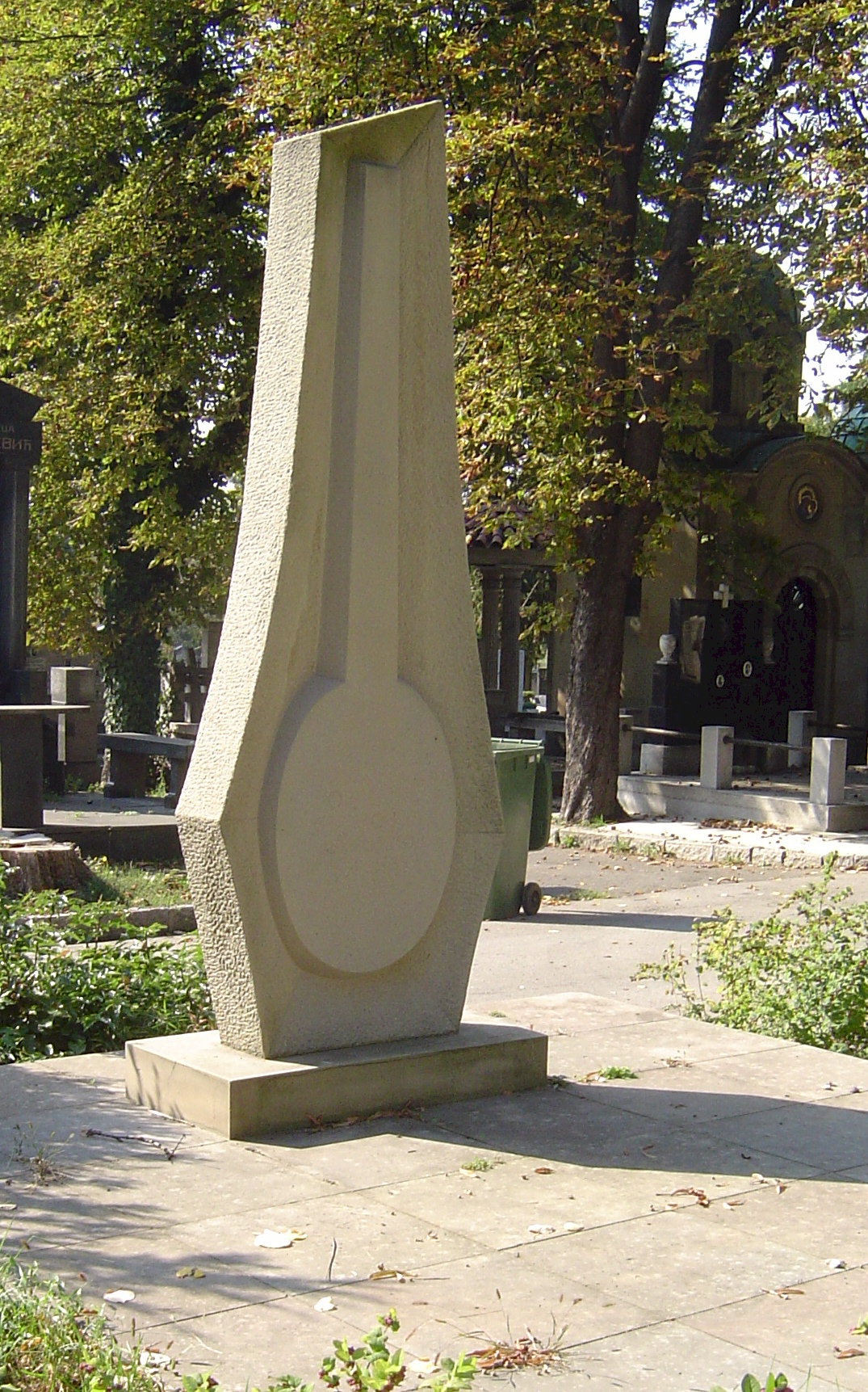
Kornelije Stanković
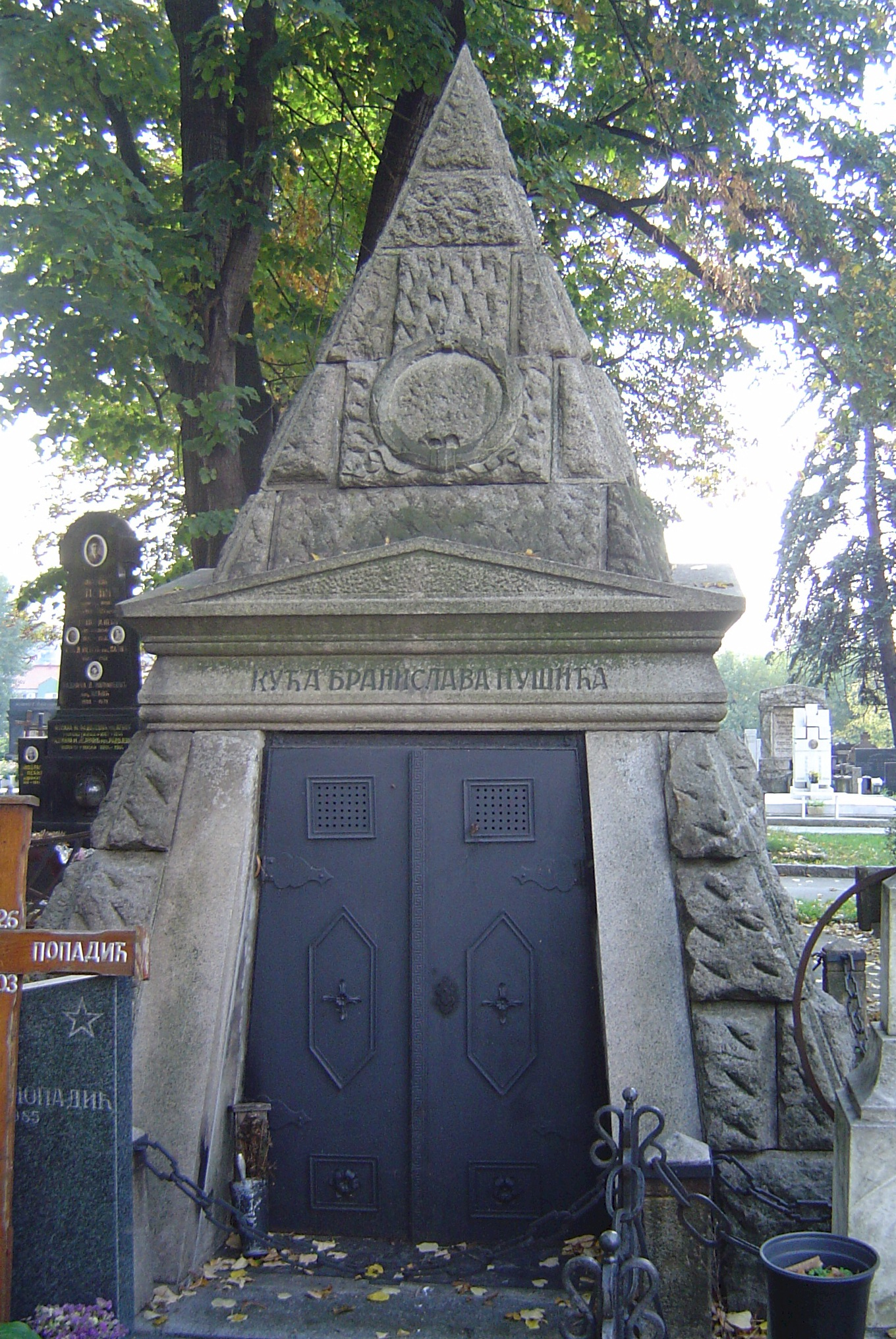
Branislav Nušić
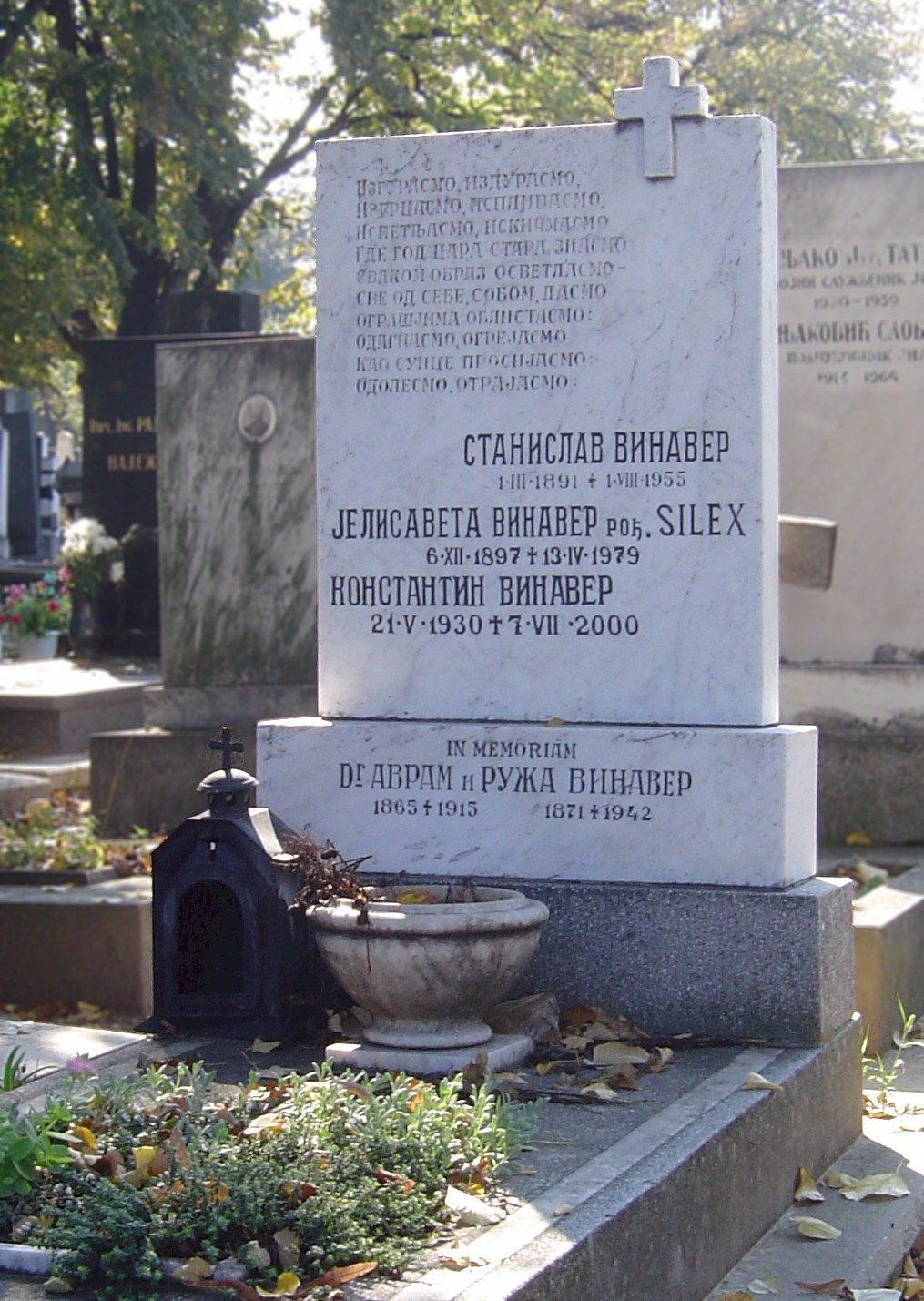
Stanislav Vinaver